# Zofia Rebandel
Zofia Rebandel (ur. 1922 w Krukowie w województwie świętokrzyskim, zm. 1998 w Poznaniu) – polski naukowiec, sadowniczka, pomolog, fitopatolog roślin, nauczyciel akademicki, profesor zwyczajny, były pracownik Uniwersytetu Przyrodniczego w Poznaniu.

## Życiorys
Urodziła się w niewielkiej miejscowości Krukowo, będącą obecnie częścią Sandomierza. Szkołę podstawową i średnią ukończyła w Lesznie Wielkopolskim. W 1946 roku rozpoczęła studia na Wydziale Rolniczo-Leśnym Uniwersytetu Poznańskiego (z którego później utworzono Uniwersytet Przyrodniczy w Poznaniu), które ukończyła w roku 1950. Od ukończenia studiów aż do przejścia na emeryturę w 1992 roku pracowała W Katedrze Sadownictwa, zdobywając stopień doktora w 1966 roku, doktora habilitowanego nauk przyrodniczych w roku 1973, a tytuł naukowy profesora w 1989 roku.

## Działalność naukowa
W pracy naukowej zajmowała się przede wszystkim przyczynami występowania i zwalczaniem chorób truskawek, malin i jabłoni oraz wpływem zabiegów agrotechnicznych na zdrowotność roślin. Specjalizację fitopatologiczną rozpoczęła już w 1952 roku pod kierunkiem wybitnego specjalisty z tej dziedziny prof. dr. Karola Zaleskiego.
Profesor Rebandel była wybitnym specjalistą z zakresu schorzeń maliny, którym to poświęciła najwięcej uwagi w swojej działalności naukowej. W 1975 roku podjęła współpracę z prof. dr. Adamem Szczygłem, nematologiem z Instytutu Sadownictwa i Kwiaciarstwa w Skierniewicach, zajmując się szeroko pojętym zmęczeniem gleby w uprawach sadowniczych i zapobieganiem chorobom replantacji.
Opublikowała 252 prace, w tym 92 rozprawy i 2 monografie. Jest współautorką kilku podręczników, między innymi: „Truskawki i poziomki” (pierwsze wydanie: Państwowe Wydawnictwo Rolnicze i Leśne, 1974), „Uprawa malin” (Zakład Wydawnictw Centrali Rolniczej Spółdzielni Samopomoc Chłopska, 1975), „Informator ogrodniczy 1986” (praca zbiorowa, Państwowe Wydawnictwo Rolnicze i Leśne, 1986), „Uprawa czereśni i wiśni” (z T. Hołubowiczem i M. Ugolikiem, Państwowe Wydawnictwo Rolnicze i Leśne, 1993). Wypromowała 60 magistrów.
Za działalność naukową i upowszechnieniową otrzymała liczne nagrody resortowe, PAN i rektora. Została odznaczona Krzyżem Kawalerskim Orderu Odrodzenia Polski (1990), Złotym Krzyżem Zasługi.